# آیروکلند کلاس پرونت
آیروکلند کلاس پرونت (به انگلیسی: Pervenets-class ironclad) یک کلاس از کشتی است که طول آن ۶۷٫۱ متر (۲۲۰ فوت) می‌باشد.

## آیرون‌کلادهای نیروی دریایی امپراتوری روسیه
آیرون‌کلادها کشتی‌های زرهی بودند که در اوایل قرن ۱۹ میلادی توسط نیروی دریایی امپراتوری روسیه طراحی و ساخته شدند. این کشتی‌ها با هدف افزایش قدرت نظامی و دفاعی در جنگ‌ها به کار گرفته شدند.

### طراحی و ساخت
آیرون‌کلادها معمولاً دارای بدنه‌ای آهنی و زره‌پوش بودند که مقاومت بالایی در برابر آتش توپخانه داشتند. طراحی آن‌ها به گونه‌ای بود که توانایی حمل تسلیحات سنگین را داشتند و به عنوان یک عامل مؤثر در درگیری‌های دریایی شناخته می‌شدند.

### استفاده در جنگ
این کشتی‌ها در جنگ کریمه (۱۸۵۳-۱۸۵۶) و دیگر درگیری‌های دریایی نقش مهمی ایفا کردند. توانایی آن‌ها در مقاومت در برابر حملات دشمن و حمله به کشتی‌های دیگر، باعث افزایش تأثیرگذاری نیروی دریایی روسیه شد.

### تأثیر بر ناوگان‌های دیگر
آیرون‌کلادها نه تنها بر نیروی دریایی روسیه بلکه بر طراحی و توسعه کشتی‌های جنگی دیگر کشورها نیز تأثیر گذاشتند و موجب تحولاتی در استراتژی‌های دریایی شدند.

### نوآوری و تکنولوژی
با پیشرفت فناوری و ظهور کشتی‌های مدرن‌تر، آیرون‌کلادها به تدریج جای خود را به ناوهای جدید دادند، اما در زمان خود نماد قدرت و پیشرفت فناوری دریایی بودند.

### نتیجه‌گیری
آیرون‌کلادهای نیروی دریایی امپراتوری روسیه بخشی مهم از تاریخ دریایی این کشور و تحولات نظامی در قرن ۱۹ محسوب می‌شوند و تأثیرات قابل‌توجهی بر استراتژی‌های دریایی جهانی داشتند.